# Château de Sansac (Loches)
Pour les articles homonymes, voir Château de Sansac.
Le château de Sansac est un château situé dans la commune française de Loches dans le département d'Indre-et-Loire, en région Centre-Val de Loire.

## Localisation
Le château est situé à l'est du centre-ville de Loches, sur le bord de l'un des nombreux bras que l'Indre dessine à ce niveau, en limite de la commune de Beaulieu-lès-Loches.
Le château doit son nom à son constructeur, Louis Prévost de Sansac, dont le patronyme provient lui-même du domaine qu'il possède en Saintonge.

## Historique

Blason de la famille Prévost de Sansac.

Le château est construit par Louis Prévost de Sansac au début du XVIe siècle. La date 1529 gravée sur un buste de François Ier au-dessus de la porte d'entrée indique probablement la date de fin de construction de la partie centrale du château. 
Armand-Charles-Marie de Riencourt, commissaire des guerres principal de la généralité de Tours, chevalier de Saint-Louis, y meurt le 14 janvier 1787.
En 1689, Madeleine Luthier, veuve de François de Vonnes, en est propriétaire avec la terre de Fontenay. Elle les lègue à Bonne-Catherine Luthier.
Après la Révolution, Cyprien-Joseph-Louis, marquis de Bridieu, et son épouse Élisabeth Mallevaud de Marigny l'acquiert. Leur fils, François Henri Antoine de Bridieu, y naît.
Le 25 janvier 1899, Antoine Berthon, ingénieur à Paris, achète le château. En 1914, il appartient à M. Jahan de Lestang.
Deux ailes basses, en prolongement, sont ajoutées au XIXe siècle.
Le château est inscrit au titre des monuments historiques par arrêté du 12 mai 1927.

## Description
Le château se compose d'un logis central, à un étage surmonté d'un comble entre deux hauts pignons, prolongé de part et d'autre par deux pavillons sans étage. Des communs sont construits plus tardivement à l'écart.
Le buste de François Ier, qui semble un des plus fidèles portraits du roi, est une copie de l'original ; ce dernier a été vendu aux enchères le 2 juillet 1899 pour 15.000fr de l époque à Monsieur le comte de Brieux et sa trace est perdue. Il qui était probablement issu de l'atelier de Girolamo della Robbia.
Sur la façade, le niveau du plancher de l'étage est marqué par une double frise de cercles qui a été prolongée sur les pavillons rajoutés au XIXe siècle. L'escalier d'accès aux étages, au-dessus du perron, se signale en façade par la présence de quatre paires de baies géminées en plein cintre. Il se termine par un comble couronné d'un clocheton.

## Pour en savoir plus